# Rhyncholaeliocattleya
Rhyncholaeliocattleya, (abreviado Rlc.) en el comercio, es un híbrido intergenérico que se produce entre los géneros de orquídeas Rhyncholaelia Schltr. y Cattleya Lindl.
Las muchos híbridos en este notogénero se encuentran entre las más espectaculares orquídeas cultivadas. Muchas son particularmente valorados por la gran llamativo labelo. En publicaciones anteriores a 2009, muchos de ellos fueron clasificados en diferentes notogéneros, incluyendo Brassocattleya, Brassolaeliocattleya, Brassolaelia, Lowara, Rhynchosophrocattleya, y Potinara. 